# Mehtarlam
Mehtarlam oder Mehterlam (Dari und paschtunisch مهترلام) ist die Hauptstadt der Provinz Laghman im Osten Afghanistans.
Der Ort liegt in einer Höhe von 779 Metern etwa 40 Kilometer nordwestlich von Dschalalabad zwischen zwei Flüssen (Alishing und
Alingar). Das örtliche Klima wird als heiß und wüstenartig beschrieben.
Die Bevölkerung wurde im Jahr 2015 anhand der Wohneinheiten auf Satellitenbildern auf etwa 70.000 Einwohner geschätzt.
Am 24. Mai 2021 kam es nach dem Rückzug der US-amerikanischen Streitkräfte aus Afghanistan zu Kämpfen zwischen Regierungstruppen und Taliban.